# Cuba Libre (sång)
Cuba Libre är en låt av den svenske rapparen Moncho. Låten skrevs av Moncho själv tillsammans med Jimmy Jansson, David Strääf, Markus Videsäter och Axel Schylström. Den deltog i Melodifestivalen 2018 och kvalificerade sig till Andra chansen från den tredje semifinalen.